# Вылет задерживается
«Вылет задерживается» — советский телевизионный художественный фильм кинорежиссёра Леонида Марягина, снятый в 1974 году по мотивам пьесы Веры Пановой «Сколько лет, сколько зим!». В 1975 году фильм получил приз «Серебряная нимфа» за женскую роль (Татьяна Лаврова) на Международном фестивале телефильмов в Монте-Карло.

## Сюжет
Действие фильма происходит в середине 1960-х в неназванном пассажирском аэропорту в СССР и периодически прерывается сценами из воспоминаний главных героев времён войны.
В аэропорту туман. Нелётная погода по-разному влияет на людей. Для кого-то эта вынужденная задержка — повод успокоиться и задуматься о своей жизни, для кого-то — нервотрёпка; для стариков — возможность поворчать о нынешних нравах молодёжи, а для самой молодёжи — пофлиртовать без обязательств с незнакомыми людьми. Но встречаются двое, для кого эта незапланированная остановка в жизни — возможность вернуться на двадцать лет назад, в их военное прошлое.
Они познакомились на исходе войны. Офицер-разведчик Сергей Бакченин, прошедший огонь и воду, и военная переводчица Ольга Шеметова. Она несчастлива в браке, он потерял в блокадном Ленинграде всю семью. Однополчане, искренне радуясь их роману, устраивают импровизированную фронтовую свадьбу. Скоро демобилизация, и влюблённая Ольга строит планы, как заберёт она дочку Нюшу от нелюбимого мужа и переедет в Ленинград к Сергею. Однако её ждёт другая судьба.
Сергей решает оставить Ольгу. Он собирается продолжить обучение, и жизнь втроём на одну стипендию не входит в его намерения. Чтобы как-то объяснить Ольге своё решение, он лжёт ей, что получил письмо от жены, которую считал погибшей. Ольга догадывается, что это неправда, но не говорит об этом. Они расстаются.
И вот, спустя 20 лет, в аэропорту, настало время подведения итогов. Ольга по-прежнему замужем за тем же человеком (который простил ей измену во время войны), родила вторую дочку, преподаёт в вузе немецкий язык, летит с родителями мужа и дочерьми в Новосибирский Академгородок к мужу на день рождения. Сергей стал учёным, объездил весь мир, был ещё дважды неудачно женат, выплачивает алименты двоим детям, которых практически не видит.
Болезненно даются Ольге воспоминания о её кратком фронтовом счастье. Много лет носила она в себе горечь этого расставания, и сейчас сдерживает попытки Сергея оживить её память.
Этот контраст — холодный расчёт и игра с одной стороны, нежность и наивность с другой — показан в фильме как константа, постоянно сопровождающая отношения людей в этом мире. Далеко не всегда люди могут посмотреть на себя со стороны и понять тех, кто их окружает. Эту житейскую истину многократно подтверждают в фильме и второстепенные сюжетные линии — отношения сестёр Шеметовых, игра, затеянная скучающей Алёной с простоватым Толей Колосёнком, история официантки в ресторане, конфликт двух прежних друзей, а теперь — подчинённого (пассажира Линевского) и его начальника.
Туман рассеивается… Рассеивается за стёклами зала ожидания и в душах людей. Встречи, разговоры, надежды, боль — всё уходит. На прощанье Ольга Васильевна знакомит Бакченина с дочерьми. Только теперь понимает Сергей, что Алёна, его дочь, о которой он ничего не знал, да и вряд ли узнает в будущем, — его расплата за эгоизм и предательство. Объявляется посадка на рейс, и все расстаются, не обменявшись ни адресами, ни телефонами…

## В ролях
- Татьяна Лаврова — Ольга Васильевна Шеметова, военная переводчица
- Владимир Заманский — Сергей Петрович Бакченин, офицер-разведчик
- Светлана Крючкова — Анна Дмитриевна Шеметова (Нюша), старшая дочь
- Евгения Симонова — Елена Дмитриевна Шеметова (Алёна), младшая дочь
- Виктор Ильичёв — Анатолий Колосёнок
- Елена Кузьмина — бабушка
- Евгений Тетерин — дедушка
- Александр Вокач — Линевский, пассажир, летящий в Одессу / начальник Линевского (начальника озвучил Артём Карапетян)
- Наталия Четверикова — Люся, официантка
- Владимир Маренков — Арефьев
- Виктор Уральский — киоскёр
- Клавдия Хабарова — Тамара, барменша в ресторане
- Юрий Киреев — однополчанин
- Виктор Маркин — однополчанин
- Владимир Протасенко — однополчанин
- Станислав Сбитнев — пассажир

## Исполнители песен в фильме
- Пётр Тодоровский
- Леонид Утёсов
- Ян Френкель

Текст песен — Игорь Шаферан

## Съёмочная группа
- Автор сценария — Дмитрий Василиу
- Режиссёр — Леонид Марягин
- Оператор — Владимир Чухнов
- Художник — Василий Щербак
- Композитор — Ян Френкель